# Сезон жіночої збірної України з волейболу 2008
У 2008 році українська збірна брала участь у відбірковому турнірі на Євро-2009. У групі А посіли друге місце і грали у стикових матчах з хорватками безпосередньо за путівку на континентальну першість.

## Група А
| Дата      | Час |                      | Рахунок |                      | Сет 1 | Сет 2 | Сет 3 | Сет 4 | Сет 5 | Всього | Звіт |
| --------- | --- | -------------------- | ------- | -------------------- | ----- | ----- | ----- | ----- | ----- | ------ | ---- |
| 30 травня |     | Україна              | 3–0     | Португалія           | 25–11 | 25–21 | 25–13 |       |       | 75–45  |      |
| 31 травня |     | Україна              | 3–0     | Боснія і Герцеговина | 25–14 | 25–12 | 25–14 |       |       | 75–40  |      |
| 1 червня  |     | Словаччина           | 2–3     | Україна              | 15–25 | 20–25 | 25–18 | 25–20 | 13–15 | 98–103 |      |
| 6 червня  |     | Україна              | 0–3     | Словаччина           | 14–25 | 22–25 | 23–25 |       |       | 59–75  |      |
| 7 червня  |     | Боснія і Герцеговина | 0–3     | Україна              | 23–25 | 18–25 | 19–25 |       |       | 60–75  |      |
| 8 червня  |     | Португалія           | 0–3     | Україна              | 21–25 | 16–25 | 12–25 |       |       | 49–75  |      |

Таблиця
| № | Збірна               | Очки | Ігри | Виграші | Поразки | Сети | Сети | Сети  | М'ячі | М'ячі | М'ячі |
| № | Збірна               | Очки | Ігри | Виграші | Поразки | В    | П    | В:П   | В     | П     | В:П   |
| - | -------------------- | ---- | ---- | ------- | ------- | ---- | ---- | ----- | ----- | ----- | ----- |
| 1 | Словаччина           | 11   | 6    | 5       | 1       | 17   | 3    | 5.667 | 473   | 337   | 1.404 |
| 2 | Україна              | 11   | 6    | 5       | 1       | 15   | 5    | 3.000 | 462   | 348   | 1.328 |
| 3 | Боснія і Герцеговина | 8    | 6    | 2       | 4       | 6    | 13   | 0.462 | 370   | 428   | 0.864 |
| 4 | Португалія           | 6    | 6    | 0       | 6       | 1    | 18   | 0.056 | 280   | 472   | 0.593 |

## Плей-оф
| Дата       | Час |          | Рахунок |          | Сет 1 | Сет 2 | Сет 3 | Сет 4 | Сет 5 | Всього | Звіт |
| ---------- | --- | -------- | ------- | -------- | ----- | ----- | ----- | ----- | ----- | ------ | ---- |
| 6 вересня  |     | Україна  | 3–2     | Хорватія | 25–21 | 25–27 | 17–25 | 25–15 | 15–10 | 107–98 |      |
| 13 вересня |     | Хорватія | 3–1     | Україна  | 25–22 | 23–25 | 25–19 | 25–15 |       | 98–81  |      |

## Склад
11 червня збірна України перемогла хорваток у товариському матчі. У її складі виступали: Наталія Гончарова (РГСУ-ШВСМ, Росія), Олександра Фоміна («Канн», Франція), Юлія Богмацер, Тетяна Козлова, Марина Захожа, Олена Сидоренко, Ірина Трушкіна, Анастасія Датій, Еліна Безпрозванна (всі — «Круг»), Олена Гасуха («Джинестра»), Олена Туркула, Наталія Земцова (обидві — «Галичанка»).
Під час підготовки до стадії плей-оф українська збірна зіграла три матчі проти команди Білорусі. У цих іграх виступали: Юлія Богмацер, Анастасія Датій, Олександра Фоміна, Олександра Коляда, Марина Марченко, Ірина Трушкіна, Олена Туркула, Наталія Земцова, Олеся Рихлюк, Марина Захожа, Олена Сидоренко.